# Tungetale
Tungetale eller glossolali betegner helt eller delvist uforståelige lyde, som kan frembringes spontant eller i religiøs ekstase, og som ofte tolkes som en guddoms tale gennem den eksalterede. Glossolali kendes fra mange folkeslag og religioner verden over, men i Danmark primært i form af den tungetale, der praktiseres særligt i pinsebevægelsen. 

## Alment religionshistorisk
Glossolali ses ofte i forbindelse med besættelse eller profetisk henrykkelse, hvor guddommen angiveligt taler gennem en af sine tilhængere, ofte med det formål at give varsler eller advarsler, såsom præstinden Pythia, der fungerede ved Apollons orakel i Delfi i oldtidens Grækenland; tilsvarende ses i dag i en hinduistisk kontekst, hvor højdepunktet for en religiøs festival kan være, at en guddom tager bolig i den pågældende præst eller præstinde, og for en stund taler gennem denne.

## Kristendom
I kristendommen kendes tungetale særligt fra Pinsekirken, men også fra Apostolsk Kirke og andre karismatiske kristne kredse. Tungetale i kristen sammenhæng frembringes sjældent under ekstase, men er snarere et særligt bønnesprog, som den bedende til hver en tid kan vælge at slå over i - som hvis en dansker valgte at bede på engelsk. Tungetale omtales i Det Nye Testamente, blandt andet i 1. Korintherbrev, hvor Paulus nævner evnen til at tale i tunger som en nådegave, der på grund af Helligåndens udgydelse er udbredt i menigheden. Paulus nævner to former for tungetale - til personligt brug som et særligt bønnesprog, som kun Gud og ikke den bedende forstår - og til offentlig brug i menigheden, hvor den så skal tolkes, så alle kan forstå, hvad der bliver sagt. 
I Det Nye Testamente - og i karismatiske, kirkelige erfaringer i det hele taget - optræder tungetale dog ikke kun som for mennesker uforståelig tale, men kan også give sig udtryk deri, at den tungetalende faktisk ved Helligåndens mellemkomst taler et fremmed sprog, som han ikke ellers kan tale. Dette kan man blandt andet læse om i Apostlenes Gerninger kap. 2:2-4, hvor Jesu disciple er forsamlede efter hans død: "Og med ét kom der fra himlen en lyd som af et kraftigt vindstød, og den fyldte hele huset, hvor de sad. Og tunger som af ild viste sig for dem, fordelte sig og satte sig på hver enkelt af dem. Da blev de alle fyldt af Helligånden, og de begyndte at tale på andre tungemål, alt efter hvad Ånden indgav dem at sige." 